# Schaardijk

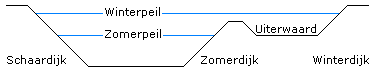

Een schaardijk is een winterdijk, die in tegenstelling tot een normale winterdijk direct aan het zomerbed ligt. De rivier heeft aan deze zijde van de rivier dus geen uiterwaard. Dit heeft als voordeel dat het geheel minder ruimte inneemt dan een winter- en zomerdijk. Een groot nadeel is het ontbreken van extra capaciteit voor de afvoer van water, wanneer dat in grote hoeveelheden voorbij moet kunnen stromen.
Een voorbeeld is de Schaardijk aan de Nieuwe Maas in Rotterdam.